# Acide nucléique peptidique
Pour les articles homonymes, voir ANP et PNA.
L’acide nucléique peptidique (ANP), ou Peptide Nucleic Acid (PNA) en anglais, est une molécule aux bases similaires à l'ADN ou à l'ARN mais qui se différencie par son squelette (backbone en anglais). Les PNA ne sont pas connus pour exister naturellement sur Terre. Ils sont synthétisés artificiellement et utilisés dans la recherche médicale et dans certaines thérapies.
L'ADN et l'ARN ont respectivement des résidus sucrés de désoxyribose ou de ribose qui composent leurs squelettes. Dans le cas des PNA, le squelette est composé d'une répétition d'unités N-(2-aminoéthyl)-glycine reliées par une liaison peptidique. Les bases purine et pyrimidine sont attachées au squelette par des liaisons méthyl-carbonyl. Les PNA se notent donc comme des peptides, avec l'extrémité N-terminale en première position (gauche) et l'extrémité C-terminale en dernière position (droite).
Le squelette du PNA ne contient donc pas de groupement phosphate (chargés), ce qui a comme conséquence une liaison PNA/ADN  plus forte qu'une liaison ADN/ADN classique du fait de l'absence de répulsion électrostatique. Des expériences préliminaires réalisées avec des brins d'homopyrimidine (brins constitués d'une répétition d'une seule base, la pyrimidine) ont montré que le Tm (melting temperature ou température d'hybridation) d'une double hélice PNA (constitué de 6 bases de thymine) / ADN (composé d'adénine) était de 31 °C. En comparaison, l'équivalent ADN/ADN est dénaturé à une température inférieure à 10 °C. La reconnaissance entre bases est parfaite entre l'ADN et les PNA. 
Des PNA ont été utilisés récemment en Biologie Moléculaire comme outils de diagnostic et dans le cadre de stratégies thérapeutiques antisens. Du fait de leur grand affinité pour l'ADN ou l'ARN, il n'est pas nécessaire de travailler avec de longs oligomères pour ces utilisations qui traditionnellement  demandent des sondes oligomères de 20-25 bases. 
Le problème est alors de pouvoir assurer une meilleure spécificité.  En effet, les PNA sont, lors de leur liaison aux ARN ou ADN, facilement déstabilisés par 1 ou 2 mésappariements (mismatch). De plus, les PNA ne sont pas reconnus par les nucléases ou les protéases ce qui les rend résistants aux dégradations enzymatiques. Les PNA sont également stables dans une gamme importante de pH. Finalement, le fait qu'ils ne soient pas chargés et de petite taille représente un avantage pour traverser la membrane plasmique. Cela reste toutefois le facteur limitant dans une utilisation thérapeutique, les méthodes de pénétration cellulaires n'étant pas adaptées à cette absence de charges. Une fois cette limitation levée, un fort potentiel s'ouvrira à ces molécules.
On suppose que des formes primitives de vie sur Terre ont pu utiliser des PNA comme matériel génétique du fait de leur haute résistance et ensuite évoluer vers un système basé sur l'ADN/ARN. Cette hypothèse reste très peu probable, voir l'article consacré aux origines de la vie pour plus d'informations à ce sujet. Il a cependant été découvert récemment que les cyanobactéries produisent de la N-(2-aminoéthyl)-glycine (AEG en anglais), constituants du squelette du PNA, ce qui est un indice en faveur de l’hypothèse.